# Arquita
Arquita é um termo que pode se referir a um membro duma tribo cananéia não identificada, sendo mais provável que se refira a uma conhecida família ou clã situado na região de Atarote, ao sudoeste de Betel. Muitos sugerem uma cidade chamada Ein ‛Arik, ao oeste de Betel, como fonte ou evidência remanescente do nome. Husai, fiel conselheiro de Davi, era arquita.